# Kumu
Kumu (estniska: Kumu Kunstimuuseum) är ett konstmuseum i stadsdelen Kadriorg i Tallinn i Estland. 
Museet är en av fem avdelningar av Estlands konstmuseum och byggnaden inhyser också det samlade museets administration. Dess samlingar omfattar estnisk konst från 1700-talet och framåt. 
Kumu är en förkortning av konstmuseum på estniska (Kunstimuuseum). Det har ritats av den finländska arkitekten Pekka Vapaavuori (född 1962) efter en arkitekttävling 1994. Det byggdes mellan 2003 och 2006.
Kumu fick European Museum of the Year Award 2008.

## Historik
Estlands konstmuseum grundades i november 1919 och fick permanenta utställningslokaler 1921 i Kadriorgs slott från 1700-talet. Palatset exproprierades 1929 för att byggas om till residens för Estlands president. 
År 1946 flyttade museet tillbaka till slottet. I september 1991 stängdes slottet för renovering efter att ha allvarligt förfallit under den sovjetiska epoken. I avvaktan på en nybyggd fastighet för museet, inhystes det i Estniska Riddarhuset på Domberget i Tallinns gamla stad. Det renoverade slottet blev därefter museets filial för utländsk konst.

## Fotogalleri

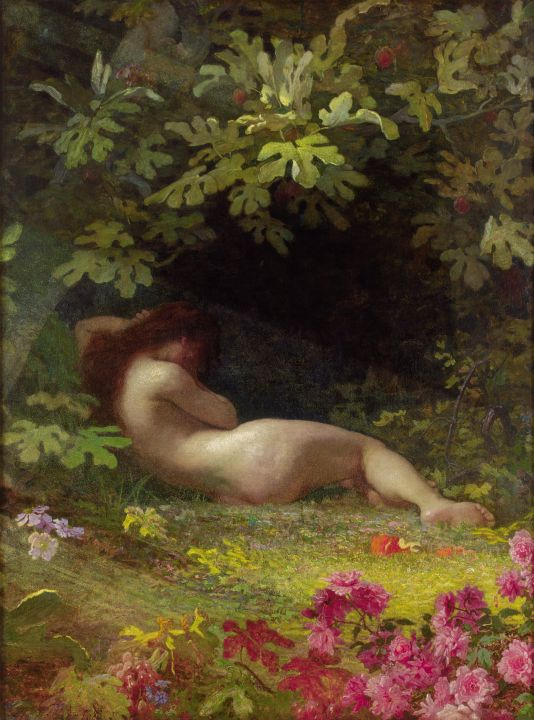
Johann Kölers Eva efter att ha fallit i synd (1883)
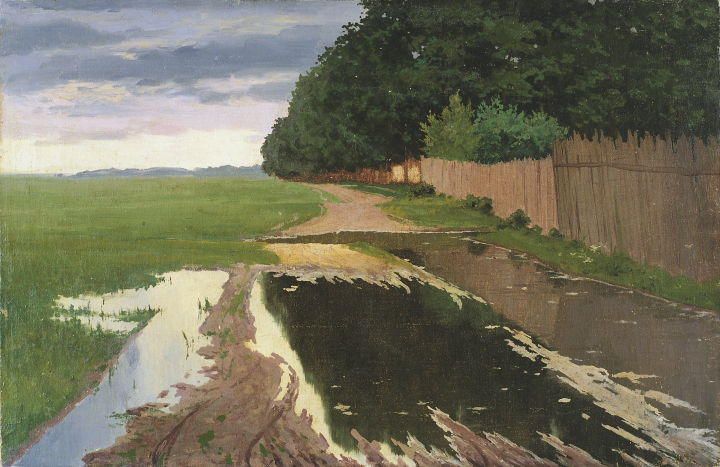
Paul Rauds Ett landskap med ett stängsel (1906-11)
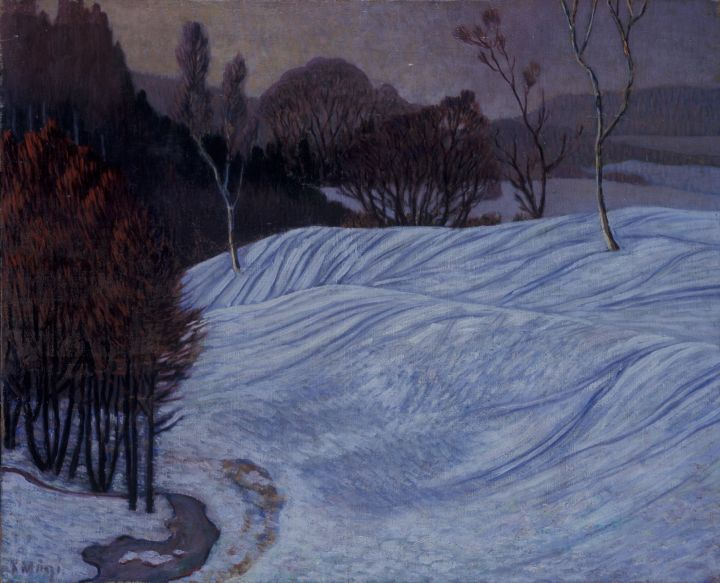
Konrad Mägis Norskt landskap (1908-10)
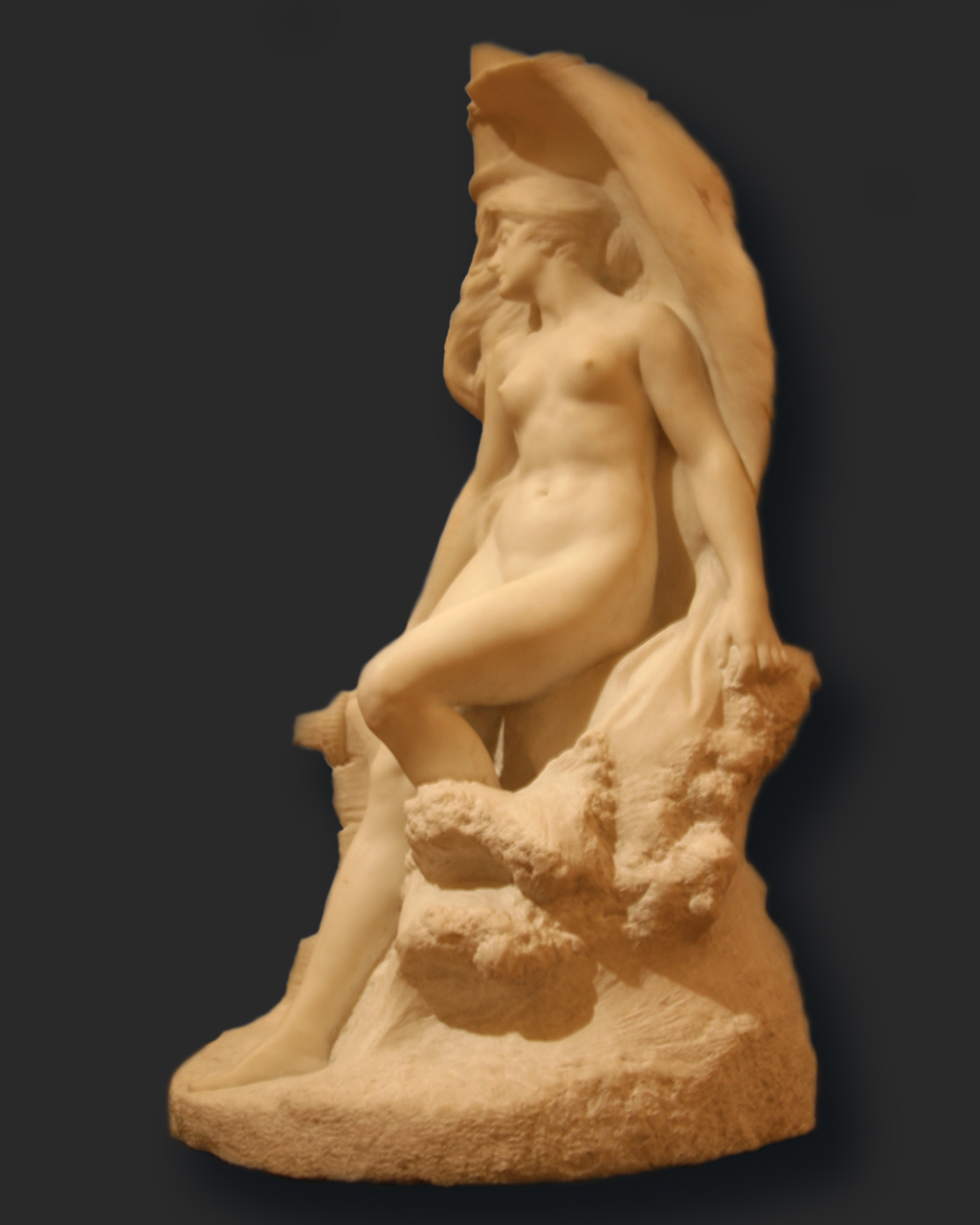
Amandus Adamsons Fartygets sista suck (1899)